# NK Osijek 2012./13.
U sezoni 2012./13. NK Osijek se natjecao u Prvoj HNL i Hrvatskom kupu. Klub se također natjecao i u Europskoj ligi, gdje je dosegao 2. pretkolo.

## Natjecanja
| natjecanje                       | početak sudjelovanja | konačan uspjeh  | prva utakmica    | posljednja utakmica |
| -------------------------------- | -------------------- | --------------- | ---------------- | ------------------- |
| 1. HNL 2012./13.                 | –                    | 7. mjesto       | 22. srpnja 2012. | 26. svibnja 2013.   |
| Hrvatski nogometni kup 2012./13. | prvo kolo            | četvrtzavršnica | 26. rujna 2012.  | 28. studenog 2012.  |
| UEFA Europska liga 2012./13.     | prvo pretkolo        | drugo pretkolo  | 5. srpnja 2012.  | 26. srpnja 2012.    |

## Utakmice

### Prva HNL
| 1. 22. srpnja 2012. | Zadar                 | 0 : 0    | Osijek                     | Zadar |  |
| 20:00               | Ivančić 46' Bilen 90' | Izvješće | 42' Lešković 56' Perošević | Igralište: Stadion Stanovi Gledatelja: 2.000 Sudac: Vlado Svilokos Pomoćni suci: Josip Havaić Pomoćni suci: Dražen Fejer Četvrti sudac: Ivo Krečak |  |

| 2. 29. srpnja 2012. | Osijek                                | 1 : 0    | Zagreb                              | Osijek |  |
| 19:00               | Kvržić 35' Lešković 38' Perošević 52' | Izvješće | 27' Abdurahimi 65' Šovšić 90' Bevab | Igralište: Stadion Gradski vrt Gledatelja: 1.000 Sudac: Ivo Krečak Pomoćni suci: Saša Fegeš Pomoćni suci: Hrvoje Menđušić Četvrti sudac: Lukša Klaić |  |

| 3. 3. kolovoza 2012. | Lokomotiva                       | 0 : 0    | Osijek                                                        | Zagreb |  |
| 20:00                | Antolić 35' Mrzljak 78' Musa 90' | Izvješće | 27' 60' Smoje 35' Miličević 43' Lešković 78' Vargić 78' Vrgoč | Igralište: Stadion Maksimir Gledatelja: 400 Sudac: Marko Matoc Pomoćni suci: Siniša Premužaj Pomoćni suci: Jerko Crnčić Četvrti sudac: Alen Gerek |  |

| 4. 10. kolovoza 2012. | Inter-Zaprešić | 0 : 3    | Osijek                                                    | Zaprešić |  |
| 20:00                 | Jurić 38'      | Izvješće | 37' Novaković 49' 85' Perošević 72' Kurtović 82' J. Mišić | Igralište: ŠRC Zaprešić Gledatelja: 600 Sudac: Domagoj Vučkov Pomoćni suci: Goran Perica Pomoćni suci: Ivica Radošević |  |

| 5. 18. kolovoza 2012. | Osijek                                                                     | 1 : 1    | Rijeka                                             | Osijek |  |
| 19:00                 | Perošević 10' (11 m) Zulim 22' Vrgoč 24' Jugović 24' Aleksić 33' Smoje 54' | Izvješće | 45' Kreilach 48' Neretljak 67' Mujanović 84' Miloš | Igralište: Stadion Gradski vrt Gledatelja: 1.200 Sudac: Marijo Strahonja Pomoćni suci: Siniša Premužaj Pomoćni suci: Igor Krmar |  |

| 6. 26. kolovoza 2012. | Hajduk                 | 1 : 1    | Osijek                                               | Split |  |
| 21:00                 | Caktaš 17' Milić 90+1' | Izvješće | 30' J. Mišić 76' Pongračić 88' Lešković 90+2' Glavaš | Igralište: Gradski stadion Poljud Gledatelja: 10.000 Sudac: Dalibor Mlakar Pomoćni suci: Ivica Modrić Pomoćni suci: Krunoslav Ambrinac |  |

| 7. 2. rujna 2012. | Osijek                                                                | 1 : 2    | Slaven Belupo                                                            | Osijek |  |
| 21:00             | Pongračić 51' Aleksić 60' Kvržić 65' (11 m) Kurtović 70' Glavaš 90+3' | Izvješće | 29' Delić 36' Purić 64' Grgić 68' Gregurina 72' Vugrinec 90+3' Kokalović | Igralište: Stadion Gradski vrt Gledatelja: 2.000 Sudac: Domagoj Vučkov Pomoćni suci: Igor Krmar Pomoćni suci: Krunoslav Ambrinac |  |

| 8. 14. rujna 2012. | Dinamo                                | 0 : 0    | Osijek       | Zagreb |  |
| 19:00              | Calello 51' Tonel 90+2' Šimunić 90+4' | Izvješće | 27' Lešković | Igralište: Stadion Maksimir Gledatelja: 1.300 Sudac: Vlado Svilokos Pomoćni suci: Borut Križarić Pomoćni suci: Saša Fegeš Četvrti sudac: Alen Gerek |  |

| 9. 22. rujna 2012. | Osijek                               | 1 : 0    | Cibalia       | Osijek |  |
| 15:00              | Ibriks 77' Perošević 79' Aleksić 85' | Izvješće | 20' Mazalović | Igralište: Stadion Gradski vrt Gledatelja: 2.000 Sudac: Igor Pristovnik Pomoćni suci: Ivica Modrić Pomoćni suci: Krunoslav Ambrinac Četvrti sudac: Bruno Marić |  |

| 10. 29. rujna 2012. | Istra 1961              | 1 : 3    | Osijek                                                          | Pula |  |
| 19:00               | Roce 50' Blagojević 52' | Izvješće | 47' 73' Lešković 56' 64' 90+3' Miličević 59' M. Mišić 84' Smoje | Igralište: Stadion Aldo Drosina Gledatelja: 1.500 Sudac: Alen Gerek Pomoćni suci: Andrija Olujić Pomoćni suci: Goran Loparac |  |

| 11. 6. listopada 2012. | Osijek                        | 2 : 2    | Split                                         | Osijek |  |
| 15:00                  | Lešković 4' 24' Miličević 14' | Izvješće | 41' Hrgović 44' Radeljić 66' Vitaić 70' Rebić | Igralište: Stadion Gradski vrt Gledatelja: 1.700 Sudac: Bruno Marić Pomoćni suci: Krunoslav Ambrinac Pomoćni suci: Dario Vrabec Četvrti sudac: Igor Križarić |  |

| 12. 20. listopada 2012. | Osijek                                     | 2 : 0    | Zadar                            | Osijek |  |
| 18:00                   | Pušić 6' Bagić 27' Smoje 78' Pongračić 81' | Izvješće | 7' Mršić 84' Begonja 88' Banović | Igralište: Stadion Gradski vrt Gledatelja: 2.000 Sudac: Marko Matoc Pomoćni suci: Saša Fegeš Pomoćni suci: Jerko Crnčić |  |

| 13. 26. listopada 2012. | Zagreb                                                            | 2 : 1    | Osijek                             | Zagreb |  |
| 16:00                   | Mitrović 57' Štrok 76' Djengoue 85' Pelaić 90+1' Abdurahimi 90+1' | Izvješće | 32' Kvržić 75' Pušić 90+1' Jugović | Igralište: Stadion Kranjčevićeva Gledatelja: 500 Sudac: Ivo Krečak Pomoćni suci: Tomislav Hudika Pomoćni suci: Goran Dević |  |

| 14. 4. studenog 2012. | Osijek                                        | 1 : 2    | Lokomotiva                                        | Osijek                                           |  |
| 19:00                 | Lešković 18' Zubak 46' Lukić 62' Kurtović 84' | Izvješće | 20' Maleš 49' Mesarić 82' Antolić 87' A. Kramarić | Igralište: Stadion Gradski vrt Gledatelja: 1.000 |  |

| 15. 10. studenog 2012. | Osijek                            | 1 : 1    | Inter-Zaprešić                                 | Osijek |  |
| 15:00                  | Smoje 59' Pongračić 72' Zubak 90' | Izvješće | 30' Budimir 31' Ivan Čeliković 58' M. Kramarić | Igralište: Stadion Gradski vrt Gledatelja: 1.000 Sudac: Duje Strukan Pomoćni suci: Goran Perica Pomoćni suci: Mario Pepur |  |

| 16. 18. studenog 2012. | Rijeka                                                | 3 : 1    | Osijek                                                                  | Rijeka |  |
| 19:00                  | Brezovec 13' Cesarec 24' 87' Kreilach 73' Weitzer 79' | Izvješće | 29' Zubak 33' M. Mišić 49' Lešković 58' Novaković 78' Smoje 83' Aleksić | Igralište: Stadion Kantrida Gledatelja: 3.000 Sudac: Goran Gabrilo Pomoćni suci: Goran Perica Pomoćni suci: Mario Pepur |  |

| 17. 24. studenog 2012. | Osijek                           | 0 : 0    | Hajduk                | Osijek |  |
| 15:00                  | Kvržić 44' Antonio Perošević 50' | Izvješće | 27' Milić 68' Maglica | Igralište: Stadion Gradski vrt Gledatelja: 5.000 Sudac: Ivan Bebek Pomoćni suci: Robi Kezele Pomoćni suci: Krunoslav Ambrinac |  |

| 18. 1. prosinca 2012. | Slaven Belupo                                                           | 2 : 0    | Osijek | Koprivnica |  |
| 19:00                 | Grgić 18' Čanađija 25' Gregurina 44' Glavica 45+1' Bubnjić 50' Geng 64' | Izvješće |        | Igralište: Gradski stadion Gledatelja: 667 Sudac: Domagoj Vučkov Pomoćni suci: Ivica Modrić Pomoćni suci: Robi Kezele |  |

| 19. 10. veljače 2013. | Osijek                           | 2 : 1    | Dinamo                               | Osijek |  |
| 17:00                 | Vrgoč 14' Kurtović 28' Pušić 83' | Izvješće | 36' Šimunić 71' Krstanović 79' Ademi | Igralište: Stadion Gradski vrt Gledatelja: 3.000 Sudac: Bruno Marić Pomoćni suci: Dražen Fejer Pomoćni suci: Jerko Crnčić |  |

| 20. 16. veljače 2013. | Cibalia                                                                      | 2 : 0    | Osijek                                                     | Vinkovci |  |
| 15:00                 | Mazalović 18' (11 m) 58' (11 m) Vitaić 34' Matoš 70' Filipović 80' Miloš 90' | Izvješće | 18' Mikulić 26' Kurtović 35' Smoje 59' Pušić 77' Perošević | Igralište: Stadion HNK Cibalia Vinkovci Gledatelja: 1.000 Sudac: Igor Križarić Pomoćni suci: Siniša Premužaj Pomoćni suci: Jerko Crnčić Četvrti sudac: Marko Matoc |  |

| 21. 23. veljače 2013. | Osijek       | 0 : 0    | Istra 1961 | Osijek |  |
| 15:00                 | Kurtović 64' | Izvješće | 66' Roce   | Igralište: Stadion Gradski vrt Gledatelja: 1.000 Sudac: Bruno Marić Pomoćni suci: Saša Fegeš Pomoćni suci: Goran Loparac |  |

| 22. 1. ožujka 2013. | Split                  | 0 : 0    | Osijek        | Split |  |
| 17:00               | Pehar 50' Križanac 86' | Izvješće | 33' Perošević | Igralište: Stadion Park mladeži Gledatelja: 600 Sudac: Domagoj Vučkov Pomoćni suci: Igor Krmar Pomoćni suci: Robi Kezele |  |

| 23. 10. ožujka 2013. | Dinamo                | 0 : 0    | Osijek       | Zagreb |  |
| 18:00                | Sammir 33' Leko 90+1' | Izvješće | 20' Blatnjak | Igralište: Stadion Maksimir Gledatelja: 2.500 Sudac: Lukša Klaić Pomoćni suci: Borut Križarić Pomoćni suci: Jerko Crnčić |  |

| 24. 15. ožujka 2013. | Slaven Belupo             | 0 : 0    | Osijek                                     | Koprivnica |  |
| 17:00                | Purić 81' Kokalović 90+1' | Izvješće | 55' Perošević 90+1' Mikulić 90+3' Blatnjak | Igralište: Gradski stadion Gledatelja: 650 Sudac: Bruno Marić Pomoćni suci: Borut Križarić Pomoćni suci: Saša Fegeš |  |

| 25. 29. ožujka 2013. | Osijek                                        | 0 : 4    | Istra 1961                    | Osijek |  |
| 17:00                | Smoje 34' 80' Aleksić 43' Ibriks 43' Leko 61' | Izvješće | 35' 41' 79' Roce 59' Aganović | Igralište: Stadion Gradski vrt Gledatelja: 500 Sudac: Goran Gabrilo Pomoćni suci: Goran Perica Pomoćni suci: Mario Pepur |  |

| 26. 6. travnja 2013. | Rijeka                 | 1 : 0    | Osijek                                 | Rijeka |  |
| 19:00                | Benko 30' Brezovec 42' | Izvješće | 38' Pavić 53' Tomašević 90+1' Kurtović | Igralište: Stadion Kantrida Gledatelja: 4.000 Sudac: Vlado Svilokos Pomoćni suci: Dario Vrabec Pomoćni suci: Andrija Olujić |  |

| 27. 13. travnja 2013. | Osijek               | 1 : 0    | Zadar                                     | Osijek |  |
| 16:00                 | Kvržić 22' Smoje 44' | Izvješće | 19' Banović 28' Con 81' Prahić 90' Perica | Igralište: Stadion Gradski vrt Gledatelja: 3.000 Sudac: Igor Pristovnik Pomoćni suci: Andrija Olujić Pomoćni suci: Dražen Pejić |  |

| 28. 20. travnja 2013. | Split                                     | 4 : 1    | Osijek                               | Split |  |
| 19:00                 | Rebić 8' Glumac 44' Baraban 61' Erceg 79' | Izvješće | 27' Smoje 55' Kvržić 90+3' Perošević | Igralište: Stadion Park mladeži Gledatelja: 600 Sudac: Domagoj Vučkov Pomoćni suci: Goran Perica Pomoćni suci: Robi Kezele |  |

| 29. 27. travnja 2013. | Osijek       | 1 : 0    | Zagreb       | Osijek |  |
| 16:30                 | Lešković 43' | Izvješće | 66' Kolinger | Igralište: Stadion Gradski vrt Gledatelja: 1.500 Sudac: Ivo Krečak Pomoćni suci: Goran Perica Pomoćni suci: Jerko Crnčić |  |

| 30. 3. svibnja 2013. | Lokomotiva  | 1 : 0    | Osijek                               | Zagreb |  |
| 20:00                | Antolić 70' | Izvješće | 30' Pavić 36' Kvržić 54' Jakovljević | Igralište: Stadion Maksimir Gledatelja: 300 Sudac: Marko Matoc Pomoćni suci: Robi Kezele Pomoćni suci: Jerko Crnčić Četvrti sudac: Domagoj Vučkov |  |

| 31. 11. svibnja 2013. | Osijek                           | 0 : 2    | Inter-Zaprešić                                | Osijek |  |
| 19:00                 | Mandić 51' Leko 56' Kurtović 84' | Izvješće | 3' M. Kramarić 57' Budimir 90+2' (11 m) Šarić | Igralište: Stadion Gradski vrt Gledatelja: 500 Sudac: Fran Jović Pomoćni suci: Borut Križarić Pomoćni suci: Saša Fegeš |  |

| 32. 17. svibnja 2013. | Hajduk                    | 1 : 0    | Osijek                    | Split |  |
| 18:00                 | Maglica 16' Jozinović 69' | Izvješće | 23' J. Mišić 29' Blatnjak | Igralište: Gradski stadion Poljud Gledatelja: 4.000 Sudac: Davor Grizelj Pomoćni suci: Robi Kezele Pomoćni suci: Goran Perica Četvrti sudac: Hrvoje Menđušić |  |

| 33. 26. svibnja 2013. | Osijek            | 1 : 0    | Cibalia      | Osijek |  |
| 18:00                 | Perošević 33' 68' | Izvješće | 86' Muženjak | Igralište: Stadion Gradski vrt Gledatelja: 1.000 Sudac: Dalibor Mlakar Pomoćni suci: Dario Vrabec Pomoćni suci: Jerko Crnčić |  |

### Hrvatski kup
| 1/16 završnice 26. rujna 2012. | Novalja                 | 0 : 1    | Osijek                  | Novalja |  |
| 15:30                          | Kurilić 57' Andačić 75' | Izvješće | 27' Zubak 60' Miličević | Igralište: Cissa Straško Gledatelja: 300 Sudac: Dalibor Mlakar Pomoćni suci: Andrija Olujić Pomoćni suci: Dario Vrabec |  |

| 1/8 završnice 30. listopada 2012. | Osijek                                                                   | 3 : 2    | Istra 1961            | Osijek |  |
| 17:00                             | Smoje 16' Kvržić 36' 44' Lešković 71' Pongračić 103' 104' Miličević 117' | Izvješće | 85' Roce 120' Prgomet | Igralište: Stadion Gradski vrt Gledatelja: 1.000 Sudac: Bruno Marić Pomoćni suci: Borut Križarić Pomoćni suci: Goran Loparac |  |

| četvrtzavršnica 1. utakmica 21. studenog 2012. | Cibalia                                        | 1 : 1    | Osijek                             | Vinkovci |  |
| 17:00                                          | Mazalović 21' Bartolović 48' 63' Rugašević 66' | Izvješće | 15' Zubak 37' Aleksić 66' Lešković | Igralište: Stadion HNK Cibalia Vinkovci Gledatelja: 2.000 Sudac: Igor Križarić Pomoćni suci: Borut Križarić Pomoćni suci: Goran Dević |  |

| četvrtzavršnica 2. utakmica 27. studenog 2012. | Osijek                                  | 1 : 3    | Cibalia                                                               | Osijek |  |
| 17:00                                          | Lešković 51' 52' Vrgoč 81' J. Mišić 89' | Izvješće | 1' Koledić 6' Pavličić 26' 53' Puljić 39' Jonjić 69' 90+3' Bartolović | Igralište: Stadion Gradski vrt Gledatelja: 4.000 Sudac: Zlatko Šimčić Pomoćni suci: Josip Havaić Pomoćni suci: Saša Fegeš Četvrti sudac: Igor Križarić |  |

### UEFA Europska liga
| 1. pretkolo 1. utakmica 5. srpnja 2012. | Santa Coloma                  | 0 : 1    | Osijek                                                          | Santa Coloma d'Andorra |  |
| 19:30                                   | Óscar Sonejee 48' Sánchez 69' | Izvješće | 34' Petrović 66' Smoje 73' Kurtović 77' Miličević 79' Perošević | Gledatelja: 500 Sudac: Sergejus Slyva Pomoćni suci: Saulius Dirda Pomoćni suci: Audrius Jagintavičius Četvrti sudac: Gediminas Mažeika |  |

| 1. pretkolo 2. utakmica 12. srpnja 2012. | Osijek                                                                          | 3 : 1    | Santa Coloma           | Osijek |  |
| 20:00                                    | Kurtović 13' Kvržić 28' Jugović 45' 70' Perošević 56' Lešković 80' Petrović 90' | Izvješće | 81' Bousenine 88' Fité | Igralište: Stadion Gradski vrt Gledatelja: 1.500 Sudac: Vasilis Dimitriou Pomoćni suci: Nikos Kalisperas Pomoćni suci: Nikos Gregoriades Četvrti sudac: Savvas Zafeiris |  |

| 2. pretkolo 1. utakmica 19. srpnja 2012. | Osijek                        | 1 : 3    | Kalmar                        | Osijek |  |
| 20:00                                    | Miličević 5' Lešković 45' 62' | Izvješće | 34' Mendes 66' Dauda 68' Gutu | Igralište: Stadion Gradski vrt Gledatelja: 1.800 Sudac: Kristinn Jakobsson Pomoćni suci: Birkir Sigurðarson Pomoćni suci: Gylfi Mar Sigurdsson |  |

| 2. pretkolo 2. utakmica 26. srpnja 2012. | Kalmar                                   | 3 : 0    | Osijek                                 | Kalmar |  |
| 19:00                                    | Dauda 25' Ibriks 45+1' (ag.) Nouri 90+3' | Izvješće | 17' Perošević 30' 88' Kvržić 56' Vrgoč | Igralište: Guldfågeln Arena Gledatelja: 5.000 Sudac: Menashe Masiah Pomoćni suci: Oren Borneshtain Pomoćni suci: Abed Alramili |  |